# Pristina
För andra betydelser, se Pristina (olika betydelser).
Pristina (albanska: Prishtinë i grundform och Prishtina i böjningsform lyssna (fil); serbiska: Приштина, Priština) är huvudstad och största stad i Kosovo. Folkmängden i centralorten är cirka 150 000 invånare, med strax över 200 000 invånare i hela kommunen. Staden har en stor majoritet albaner, vid sidan om mindre grupper såsom turkar, serber, bosniaker, romer med flera. Territoriets interim-regering och UNMIK har sina högkvarter i staden. Staden har även ett universitet samt en internationell flygplats, Pristinas internationella flygplats.
Staden är uppkallad efter en flod, vars namn i sin tur tros komma från serbiska prišt (пришт), som betyder "magsår" eller "tumör", med referens till dess "kokande". Invånarna i staden kallas Prishtinali eller Prishtinas på albanska och Prištinci (Приштинци) eller Prištevci (Приштевци) på serbiska.

## Historia

### Antiken
I Romarriket fanns en stad som hette Ulpiana som låg cirka 15 kilometer söder om dagens Pristina. Staden förstördes och byggdes återigen upp av den östromerske kejsaren Justinianus I. Efter Roms fall växte Pristina fram på ruinerna av den gamla staden. Eftersom många vägar gick genom staden blev Pristina ett viktigt handelscentrum i sydöstra Europa.

### Efter andra världskriget
Efter andra världskriget började den albanska befolkningen växa. 1946 blev Kosovo en autonom provins inom Jugoslavien och Pristina blev dess huvudstad. Mellan 1953 och 1999 ökade stadens befolkning från 24 000 till 300 000.[källa behövs] Den största ökningen fanns bland den albanska delen av befolkningen, som mellan 1953 och 1981 ökade från 9 000 till 76 000. Under samma tid ökade den serbiska befolkningen från 8 000 till 21 000.

### Före och efter kriget i Kosovo
År 1989 tog Slobodan Milošević, då Serbiens president, ifrån Kosovo dess självstyre och upplöste dess parlament.  I september 1991 genomförandet av en folkomröstning om Kosovos självständighet. Den organiserades av det upplösta parlamentet. 87 procent av de röstberättigade albanerna gick till valurnorna och 99 procent röstade för självständighet. I maj 1992 hölls ett val. Författaren Ibrahim Rugova valdes till president i Kosovo. Det valdes också ett parlament som försökte bygga upp en parallell administration vid sidan om den serbiska. År 1996 började albanska UÇK anfalla serbiska mål i Kosovo. Pristina var ändå relativt lugnt fram till mars 1999 då kriget i Kosovo bröt ut och undantagstillstånd infördes. Efter att Nato inledde bombningar av Serbien utbröt massivt våld i staden. Kombinationen av bombningarna och att jugoslaviska styrkor och paramilitärer trakasserade befolkningen gjorde att mellan 100 000 och 120 000 kosovoalbaner var tvungna att lämna Pristina. Natoledda KFOR fick ansvaret som fredsbevarande styrka då FN övertog administrationen av Kosovo 1999.

## Sevärdheter i Pristina
| Namn                   | Beskrivning | Bild |
| ---------------------- | --- | ---- |
| New Born               | Newborn Obelisken invigdes vid Kosovos självständighetsförklaring 17 februari 2008.                                                                            |      |
| UNMIK Högkvarter       | United Nations Interim Administration Mission i Kosovos Högkvarter                                                                                             |      |
| Moder Teresa Boulevard | "Moder Teresa"-Boulevarden. |      |
| Kulturdepartementet    | Kulturdepartementet |      |
| OSCE-byggnaden         | OSCE byggnaden |      |
| Kosovo museum          | Museet i Kosovo har en stor samling av arkeologiska och etnologiska artefakter, innefattande den neolitiska gudinnan på tronen, uppgrävd nära Pristina år 1960 |      |
| City Stadium           | Hemmaarena för klubben KF Prishtina |      |